# Platanthera kwangsiensis
Platanthera kwangsiensis là một loài thực vật có hoa trong họ Lan. Loài này được K.Y.Lang miêu tả khoa học đầu tiên năm 1998.